# Яшкин, Виктор Алексеевич
Виктор Алексеевич Яшкин (1951—2020) — советский и российский промышленный деятель, кандидат экономических наук.

## Биография
Родился 10 сентября 1951 года в селе Озерки Тальменского района Алтайского края.
В 1966 году окончил восемь классов школы и поступил в Барнаульский машиностроительный техникум. С 1970 года, по окончании техникума, работал токарем на Барнаульском котельном заводе. В мае 1970 года был призван на службу в Советскую армию, а после демобилизации, в 1972 году, устроился на работу инженером-конструктором на Барнаульский станкостроительный завод и в этом же году поступил на вечерний факультет Алтайского политехнического института (ныне Алтайский государственный технический университет). Окончил вуз в 1978 году с отличием окончил по специальности «Технология машиностроения, металлорежущие станки и инструменты».
После окончания института Виктор Яшкин был назначен заместителем начальника цеха, затем с 1982 по 1989 год работал начальником механосборочного цеха № 40. С 1989 по 1994 года руководил инструментальным производством. С 1994 по 1995 год работал заместителем генерального директора по маркетингу. С 1995 по 2001 год был первым заместителем генерального директора — исполнительным директором и в июне 2001 года собранием акционеров избран генеральным директором ОАО «Барнаульский станкостроительный завод». В июле 2018 года стал его председателем Совета директоров.
В 2006 году В. А. Яшкин защитил кандидатскую диссертацию на тему "Структурная политика корпорации оборонно-промышленного комплекса в условиях быстроменяющейся внешней среды : на примере ОАО «Холдинговая компания „Барнаульский станкостроительный завод“». Автор более 50 рационализаторских предложений и четырёх патентов на изобретения. Занимался общественной деятельностью — являлся депутатом Барнаульской городской Думы IV и V созывов, избрался в члены правления Союза промышленников Алтайского края.
Умер 22 ноября 2020 года в Барнауле.

## Заслуги
- Удостоен званий «Почетный машиностроитель Российской Федерации», «Почётный работник промышленности вооружений РФ», «Почетный работник высшего профессионального образования РФ».
- Награждён медалями Алтайского края «За заслуги во имя созидания» и «За заслуги в труде», а также орденом «За заслуги перед Алтайским краем» II степени.
- Награждён дипломом и памятным знаком «За заслуги в развитии города Барнаула» и почетным знаком «С благодарностью, Барнаул».
- Удостоен почетных грамот и благодарственных писем Администрации Алтайского края и Администрации города Барнаула.
- В 2011 году был награждён Почетной грамотой Алтайского краевого Законодательного собрания, в 2014 году — Почетной грамотой Барнаульской городской Думы.
- Награждён знаками «Ударник XI пятилетки» и «Ударник XII пятилетки», а также знаком Всероссийского профсоюза работников оборонной промышленности «За сотрудничество».